# Axarus fungorum
Axarus fungorum är en tvåvingeart som först beskrevs av Albu 1980.  Axarus fungorum ingår i släktet Axarus och familjen fjädermyggor. Inga underarter finns listade i Catalogue of Life.